# Purges ciblant les personnes LGBT au Canada pendant la guerre froide
Les purges ciblant les personnes LGBT au Canada pendant la guerre froide sont des opérations menées par les services de sécurité publique au Canada consistant à identifier, surveiller et éliminer les gays et lesbiennes dans la fonction publique et dans l'armée durant les années 1950-1990. Nombre des personnes « détectées » homosexuelles ont été ainsi licenciées ou placardisées. Cette campagne de « dépistage » s'est déroulée dans le contexte de la Guerre froide : les personnes LGBT étant considérées comme faibles, isolées, les services de sécurité pensaient que les agents communistes les manipuleraient plus facilement. 
Cet épisode historique a été étudié notamment par Patrizia Gentile et Gary Kinsman dans un livre paru en 2010 — The Canadian War on Queers : National Security as Sexual Regulation (La Guerre canadienne contre les Queers : Sécurité nationale et régulation sexuelle).
En 2017, le gouvernement fédéral canadien reconnaît le caractère discriminatoire de la politique ciblant les personnes LGBT, leur présente des excuses officielles, et prévoit un plan d'indemnisation de 145 millions de dollars. 

## Contexte historique
En 1945, une commission du gouvernement canadien conclut après enquête que des fonctionnaires canadiens communiquent des informations sensibles à l'Union soviétique.
En 1946, un Conseil de sécurité est chargé de repérer les fonctionnaires potentiellement suspects. Les enquêtes sont menées, dès 1948, par la Gendarmerie royale du Canada, qui enveloppe dans son opération de purge anticommuniste les personnes catégorisées comme ayant des « faiblesses de caractère ». Sont d'abord incluses dans cette catégorie des personnes adultères ou alcooliques ; puis les gays et lesbiennes sont ajoutées à la liste personnes jugées influençables, donc plus susceptibles que d'autres, aux yeux de la Gendarmerie royale, d'être enrôlées par des agents soviétiques. Une autre justification alléguée pour ce classement est que les personnes qui ont des activités clandestines (liaison sexuelle, boisson) peuvent subir un chantage de la part d'agents soviétiques, qui les menaceront de trahir leur secret, et qu'elles sont donc plus susceptibles que d'autres de céder.
L'homosexualité est considérée à l'époque comme une infraction criminelle, et le licenciement en raison de l'orientation sexuelle est alors une action légale.
Des enquêtes similaires sont menées à la même époque aux États-Unis, que le gouvernement canadien a imités par plusieurs aspects ; voir l'article Peur violette.

## Enquêtes et purges
Dans les années 1950, le Conseil de sécurité fait appel à un professeur de psychologie pour élaborer des tests de détection « scientifiques » des homosexuels, le plus célèbre étant la « fruit machine » (« trieuse à fruits » ; le terme  « fruit (en) » est un terme insultant en anglais pour désigner les homosexuels).
De nombreux autres procédés de surveillance et d'identification des gays sont utilisés ; la Gendarmerie royale du Canada repère les fonctionnaires LGBT dans les bars gays, les parcs publics, et a recours à des informateurs gays.
En 1964‑1965, la Gendarmerie royale du Canada a établi des « dossiers » concernant la vie d'environ 6 000 employés LGBTQ, surtout des gays. En 1966, le nombre de dossiers passe à 7 500 et en 1967‑1968, à 9 000. Les fonctionnaires du ministère des Affaires étrangères et des ambassades canadiennes dans le monde sont particulièrement touchés par ces opérations d'espionnage et de purge. L'armée, avant même la Guerre froide, éliminait les homosexuels de ses rangs, les jugeant inaptes au service ; elle poursuit plus activement ses purges pendant la Guerre froide, et demande aux militaires considérés de suspects de « choisir » entre la démission et le jugement en cour martiale, qui conduirait à une exclusion pour cause d'indignité. L'armée a recours à ce type de méthode jusque dans les années 1980.
L'estimation du nombre de personnes atteintes par ces purges n'est pas établi avec certitude, les spécialistes de la question parlent de centaines de personnes, peut-être un millier pour la fonction publique (hors armée). À partir de la fin des années 1960, le nombre de licenciements baisse, en revanche, des fonctionnaires n'obtiennent pas l'avancement qu'ils auraient pu espérer et se voient refuser l'affectation à des postes sensibles en raison de leur orientation sexuelles supposée. Les discriminations ciblant les fonctionnaires LGBT se poursuivent au-delà des années 1960, jusqu'au début des années 1990. Ainsi, en 1973, selon le premier ministre Pierre Trudeau, « l’homosexualité présumée demeure l’un des facteurs pris en compte par le gouvernement avant de permettre à un employé du gouvernement fédéral d’avoir accès à documents classifiés ». 
Dans l'armée s'applique au début des années 1970 l’Ordonnance administrative 19-20 des Forces canadiennes qui prohibe la « présence de déviants sexuels dans les forces armées » ; les mesures d'exclusion deviennent plus nombreuses et affectent désormais les femmes, jusque-là épargnées, ceci en dépit de la dépénalisation partielle de l'homosexualité en 1969. En 1982, de manière officielle, la présence des homosexuels dans l'armée est déclarée inadmissible ; la justification de cette politique discriminatoire est que des militaires LGBT pourraient causer des « conflits interpersonnels », nuire à « l’efficacité des opérations » ; une autre raison alléguée par l'armée est que les homosexuels pourraient être des cibles de la violence homophobe au sein de l'institution - raison paradoxale qui fait l'impasse sur le fait que l'armée favorise cette même homophobie dont elle prétend vouloir protéger les homosexuels. C'est en 1992 seulement que les purges ciblant les personnes LGBT prennent fin au sein de l'institution militaire, à la suite de l'affaire Michelle Douglas, une militaire « libérée » pour homosexualité qui poursuit l'armée devant les tribunaux.

## Excuses et indemnisation
Les détails sur la surveillance et les licenciements d'homosexuels sont publiés dans The Globe and Mail en 1992,.
En 2017, le premier ministre Justin Trudeau présente des excuses officielles à la Chambre des communes pour ces discriminations et annonce 145 millions de dollars d'indemnisation pour les personnes dont la carrière a été affectée par ces campagnes. Les personnes LGBT qui avaient un casier judiciaire en raison de leur orientation sexuelle bénéficient désormais de la Loi sur la radiation de condamnations constituant des injustices historiques. Le premier ministre a évoqué les personnes placées dans une situation humiliante par leurs supérieurs hiérarchiques qui se permettaient de les interroger sur leurs pratiques sexuelles. Justin Trudeau a exprimé sa reconnaissance à l'égard des militants et des militantes qui ont fait la lumière sur cet épisode de l'histoire du pays, notamment à l'égard du groupe national de défense des droits des LGBT, Egale Canada, auteur d'un rapport analysant cette discrimination systémique. Il a ainsi déclaré : « Aux pionniers qui ont lutté, à ceux qui se sont battus pour que nous arrivions jusqu’ici : merci pour votre courage et merci d’avoir prêté votre voix à cette cause ».